# Acido pentacosanoico
L'acido pentacosilico o pentacosanoico o ienico è un acido grasso saturo lineare a catena molto lunga, composto da 25 atomi di carbonio, notazione delta: 25:0 e formula di struttura: CH3-(CH2)23-COOH.
Come la maggior parte degli acidi grassi saturi lineari con un numero dispari di atomi carbonio, l'acido pentacosalico si presenta raramente in natura.
È stato inizialmente isolato nelle feci della iena da cui prese il nome, caduto in disuso, di acido ienico.
Varie analisi lo hanno rilevato negli oli vegetali di Sindora glabra (≈2,2%), Punica granatum (≈1,8%), Salvia cilicica  (≈1,3%), Senna tora  (≈1%), nelle spugne  Ircinia spinulosa (≈1,3%),nelle radici di Hemerocallis fulva (≈1,7%) e nei lipidi della matrice extracellulare nel Botrytis cinerea (≈17%).
Alcune ricerche mostrano che il grado di demielinizzazione in un paziente con adrenoleucodistrofia e la cataratta umana sono correlati al tenore di acido pentacosanoico.